# NGC 5896
NGC 5896 (другие обозначения — MCG 7-31-44, ZWG 221.42, NPM1G +42.0408, PGC 54367) — линзообразная галактика (S0) в созвездии Волопас.
Этот объект входит в число перечисленных в оригинальной редакции «Нового общего каталога».